# Festival Internacional de Cine de Venecia de 1965
La 26ª Mostra de Venecia se celebró del 24 de agosto al 6 de septiembre de 1965.

## Jurado
Internacional
- Carlo Bo (Presidente)[2]
- Lewis Jacobs
- Nikolai Lebedev
- Jay Leyda
- Max Lippmann
- Edgar Morin
- Rune Waldekranz

Mostra del Film per Ragazzi
- Aldo Visalberghi (Presidente)
- Luigi De Santis
- Peggy Miller
- Kurt Goldberger
- Filippo Paolone

Mostra del Film Documentario
- Marcel Martin (Presidente)
- Guido Bezzola
- Fernando Birri
- Mircea Popescu
- Tommaso Chiaretti

## Películas

### Sección oficial
Las películas siguientes se presentaron en la sección oficial:
| Título en español              | Título original            | Director(es)     | País            |
| ------------------------------ | -------------------------- | ---------------- | --------------- |
| Barbarroja                     | Akahige                    | Akira Kurosawa   | Japón           |
| Sandra                         | Vaghe stelle dell'Orsa     | Luchino Visconti | Italia          |
| El cobarde                     | Kapurush                   | Satyajit Ray     | India           |
| Los amores de una rubia        | Lásky jedné plavovlásky    | Miloš Forman     | Chechoslovaquia |
| Acosado                        | Mickey One                 | Arthur Penn      | EE. UU.         |
| Tengo veinte años              | Mne dvadtsat let           | Marlen Khutsiev  | Unión Soviética |
| Modiga mindre män              | Modiga mindre män          | Leif Krantz      | Suecia          |
| Tres habitaciones en Manhattan | Trois chambres à Manhattan | Marcel Carné     | Francia         |
| Simón del desierto             | Simón del desierto         | Luis Buñuel      | México          |
| Pierrot el loco                | Pierrot le Fou             | Jean-Luc Godard  | Francia         |
| Giulietta de los espíritus     | Giulietta degli spiriti    | Federico Fellini | Italia          |
| La devoción de una madre       | Vernost materi             | Mark Donskoy     | Unión Soviética |

Fuera de concurso
| Título en español              | Título original                | Director(es)        | País          |
| ------------------------------ | ------------------------------ | ------------------- | ------------- |
| Siete hombres de oro           | 7 uomini d'oro                 | Marco Vicario       | Italia        |
| La fallecida                   | A Falecida                     | Leon Hirszman       | Polonia       |
| Beongeoli Sam-ryong            | Beongeoli Sam-ryong            | Sang-ok Shin        | Corea del Sur |
| Sunday Afternoon               | Domingo à Tarde                | António de Macedo   | Portugal      |
| Y vino un hombre               | E venne un uomo                | Ermanno Olmi        | Italia        |
| Film                           | Film                           | Alain Schneider     | EE. UU.       |
| Gertrud                        | Gertrud                        | Carl Theodor Dreyer | Dinamarca     |
| Veinte horas                   | Húsz óra                       | Zoltán Fábri        | Hungría       |
| La vieja dama indigna          | La vieille dame indigne        | René Allio          | Francia       |
| Salto                          | Salto                          | Tadeusz Konwicki    | Polonia       |
| Studies for Louisiana Story    | Studies for Louisiana Story    | Robert J. Flaherty  | EE. UU.       |
| El Knack... y cómo conseguirlo | The Knack... and How to Get It | Richard Lester      | Reino Unido   |
| Viento negro                   | Viento negro                   | Servando González   | México        |
| Guerra y Paz                   | Voyna i mir                    | Sergei Bondarchuk   | URSS          |

### 16. Mostra Internazionale del Film Documentario[5]
Documental
| Título original      | Director(es)   | País           |
| -------------------- | -------------- | -------------- |
| La edad de la piedra | Gabriel Blanco | España         |
| Zrcadlení            | Evald Schorm   | Checoslovaquia |

Experimental
| Título original               | Director(es)    | País    |
| ----------------------------- | --------------- | ------- |
| Clay or the Origin of Species | Eli Noyes       | RFA     |
| Enter Hamlet                  | Fred Mogubgub   | Italia  |
| Shaar-Hagai                   | David Greenberg | Israel  |
| The Existentialist            | Leon Prochnik   | EE. UU. |
| Time Piece                    | Jim Henson      | EE. UU. |

Narrativa
| Título original        | Director(es)       | País        |
| ---------------------- | ------------------ | ----------- |
| Children Without       | Charles Guggenheim | EE. UU.     |
| Nine from Little Rock  | Charles Guggenheim | EE. UU.     |
| Running Away Backwards | Allan King         | Reino Unido |

Animación
| Título original               | Director(es) | País    |
| ----------------------------- | ------------ | ------- |
| Archandel Gabriel a paní Husa | Jirí Trnka   | Francia |
| Samurai                       | Yoji Kuri    | Japón   |

Fuera de concurso
| Título original            | Director(es)       | País   |
| -------------------------- | ------------------ | ------ |
| Okay sceriffo              | Angio Zane         | Italia |
| Toute le richesse du monde | Melle van de Wiele | UNESCO |

### 17. Mostra Internacional de Cine para niños[6]
| Título original               | Director(es)             | País           |
| ----------------------------- | ------------------------ | -------------- |
| Modrá zásterka                | Hermína Týrlová          | Checoslovaquia |
| The Searching Eye             | Saul Bass                | EE. UU.        |
| The Snowy Day                 | Mal Wittman              | EE. UU.        |
| The Story of Dr. Lister       | Arthur Pierson           | EE. UU.        |
| Utek do vetru                 | Václav Táborsky          | Checoslovaquia |
| Dosti                         | Satyen Bose              | India          |
| Morotzco                      | Aleksandr Rou            | URSS           |
| Pingwin                       | Jerzy Stefan Stawinski   | Polonia        |
| The Man from Button Willow    | David Detiege            | EE. UU.        |
| Vezla dáma zavazadla          | Jan Karpas               | Checoslovaquia |
| Lisica                        | Branko Marjanovic        | Yugoslavia     |
| O ctverecce a trojúhelníckovi | Zdenek Miler             | Japón          |
| Charley                       | Alan Ball, Teru Murakami | Reino Unido    |

## Retrospectivas
En esta edición, se centró en un espacio dedicado al cine en la época de la República de Weimar (1919-1932).

## Premios[8]
- León de Oro: Sandra de Luchino Visconti
- Premio especial del jurado: 
  - Tengo veinte años de Marlen Khutsiev
  - Modiga mindre män de Leif Krantz
  - Simón del desierto de Luis Buñuel
- Copa Volpi al mejor actor: Toshirô Mifune por Barbarroja
- Copa Volpi a la mejor actriz: Annie Girardot por Tres habitaciones en Manhattan

Mención especial a la mejor ópera prima: Vernost de Pyotr Todorovskiy
- Premio New Cinema: 
  - Mejor película: Sandra de Luchino Visconti
  - Mejor actor: Valentin Popov por Tengo veinte años
  - Mejor actriz: Annie Girardot por Tres habitaciones en Manhattan
- Premio San Jorge: Barbarroja de Akira Kurosawa
- Premio FIPRESCI: 
  - Gertrud de  Carl Theodor Dreyer
  - Simón del desierto de Luis Buñuel
- Premio OCIC: Barbarroja de Akira Kurosawa
- Premio UNICRIT: Veinte horas de Zoltán Fábri
- Gran Premio San Marco: Morotzco de Aleksandr Rou
- León de San Marco: 
  - Mejor documental: Zacharovannye ostrova de Aleksandr Zguridi
  - Mejor documental de TV: Philippe Pétain: Processo a Vichy de Liliana Cavani
  - Mejor película infantil: Charley de Jimmy T. Murakami, Alan Ball
  - Mejor película sobre adolescencia: The Searching Eye de Saul Bass
- Medalla de Plata: Daylight Robbery de Darryl Read
- Premio San Michelle: Che cosa, che cosa... scusi signorina de Felix G. Palmer
- Golden Rudder: Y vino un hombre de Ermanno Olmi
- Premio Ciudad de Imola: Las manos en los bolsillos de Marco Bellocchio
- Placa León de San Marco: Time Piece de Jim Henson